# Omosessualità e cristianesimo

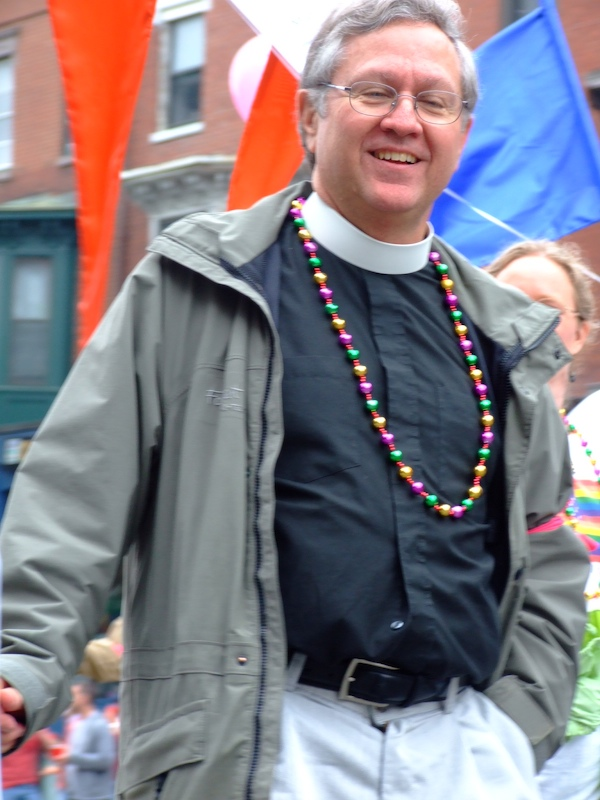
Un prete episcopaliano al gay pride di Boston

All'interno del cristianesimo sono presenti visioni differenti riguardo al tema dell'omosessualità; questa viene in prevalenza considerata un peccato, ma si tratta di un tema controverso nel quale le diverse opinioni nascono da differenti approcci alle Scritture, da differenti opinioni sulla natura dell'omosessualità (condizione di peccato, o caratteristica naturale della persona), nonché da fattori socio-culturali e di sensibilità personale.

## Bibbia e omosessualità
Esistono alcune difficoltà da tenere presente nell'affrontare il tema "Bibbia e omosessualità": nella Bibbia non si trova una parola corrispondente al termine "omosessualità" che utilizziamo oggi con una serie di implicazioni che erano estranee al mondo culturale degli autori biblici e dei primi destinatari. I discorsi che possono toccare l'etica sessuale nella Bibbia sono occasionali più che dogmatici: rispondono cioè a occasioni particolari e situazioni concrete (ved. ad es. le lettere di Paolo). Di qui la difficoltà di rispondere alla domanda: che cosa dice la Bibbia sull'omosessualità?
Di seguito sono elencati i passi biblici che sono normalmente considerati attinenti alla questione omosessuale, e sono brevemente esposte le varie posizioni che si trovano in ambito cristiano in proposito.

### Antico Testamento

#### La distruzione di Sodoma (Genesi 19, 1-29) e il delitto degli uomini di Gàbaa (Giudici 19, 11-30)
Il racconto della distruzione di Sodoma,o "il peccato di Sodoma", narrato nel libro della Genesi è molto simile al racconto del delitto degli uomini di Gàbaa raccolto nel libro dei Giudici. Entrambi riferiscono delle richieste esplicite dei sodomiti e degli uomini di Gàbaa di poter abusare sessualmente di terzi, esprimendo dunque una condanna divina esplicita di rapporti omosessuali maschili non consenzienti.
Nel racconto di Sodoma:
Nel racconto degli uomini di Gàbaa:
Alcuni passi dopo le narrazioni proseguono con la richiesta agli uomini del popolo, da parte di Lot e del vecchio, di non commettere quell'infamia contro gli uomini ospitati. Affinché il popolo commettesse l'abuso richiesto senza toccare i suoi ospiti, Lot offrì le sue due figlie vergini, mentre il levita la sua concubina. La gravità della condizione del popolo sodomita e del popolo di Gàbaa, afflitto dal vizio e dal peccato, si risolve con la distruzione della propria città per mano dei due angeli ospitati da Lot nel racconto di Sodoma e per gli altri con l'immagine del corpo della concubina del levita smembrato in dodici pezzi.
Il biblista e commentatore cattolico Gianfranco Ravasi vede nell'episodio del peccato di Sodoma, punito con il fuoco e lo zolfo dal cielo, un emblema del giudizio divino sul male, confermato anche dalle parole di san Pietro nella sua seconda lettera, in cui dichiara che la condanna di Dio nella distruzione della città di Sodoma è un monito a quanti vivono una condotta empia. In realtà per Ravasi nel racconto si intrecciano diversi peccati, quali la ribellione nei confronti di Dio attraverso l'idolatria e i peccati contro il prossimo, espressi nella violazione dell'ospitalità e nella libido sessuale violenta; per la tradizione jahvista, ricorda Ravasi, il peccato qui consiste innanzitutto nella violazione della legge dell'ospitalità, sacra per il mondo orientale antico. Il tema è sviluppato anche nella Lettera di Giuda e nella distinzione paolina fra peccati esterni e peccati interni.
Vi è anche una condanna dei culti cananei che invocano la fertilità, ivi inclusa la pratica dell'omosessualità sacra, di cui riferisce anche il libro del Levitico e il libro del Deuteronomio, in cui nell'atto sessuale con il sacerdote o la sacerdotessa di Baal, prostituti sacri, vi era la credenza illusiva di ricevere la fecondità. La condanna dell'autore sacro è rivolta maggiormente alle azioni di carattere sociale e teologico (l'idolatria, la violazione dell'ospitalita) più che all'azione morale (l'atto omosessuale) poiché, sempre secondo il biblista, i passi biblici non possono essere valutati alla stregua di un manuale di teologia morale. Infatti il tema dell'omosessualità nei passi del racconto di Sodoma, secondo Ravasi, assume il suo rilievo più nella tradizione popolare: si tratta di una tematica secondaria ma reale.

#### Proibizioni sessuali (Levitico 18, 1-30) e Castighi (Levitico 20, 1-27)
Queste norme, che contengono un divieto esplicito dei rapporti sessuali tra uomini e uomini, si trovano all'interno del codice normativo che aveva la funzione di tener distinto Israele dalle altre nazioni. Si tratta di norme di purità.
Solitamente il codice di purità non è applicato all'interno del cristianesimo (es. di altre norme di purità: circoncisione, norme alimentari, divieto di farsi tatuaggi o di radersi, impurità mestruale...). Molti cristiani basano la loro visione dell'omosessualità anche su queste norme, ritenendole comunque illustrative della volontà di Dio. Questa visione non è però unanimemente condivisa, sebbene negli insegnamenti di Gesù Cristo egli dica chiaramente di non essere venuto ad abolire la Legge o i Profeti ma per dare compimento (Matteo 5,17).
Si tratta comunque di norme di "purezza", che servivano al tempo alla sopravvivenza del popolo ebraico. Difatti, si parla spesso di norme igieniche ed alimentari oltre che comportamentali, in questa luce il divieto di giacere con altri uomini potrebbe essere solo un monito volto a sostenere una maggiore fecondità.

#### Davide e Gionata (Primo e Secondo libro di Samuele)
Le interpretazioni dei passi che descrivono la relazione affettiva tra Davide e Gionata sono varie:
Davide alla morte di Gionata esclama:
e tradotto anche come:
C'è chi vi ha voluto vedervi solo un'amicizia profonda e un amore fraterno, invece, un vero e proprio rapporto d'amore.
Nel mondo semitico non era nuova la tradizione letteraria di amicizie profonde tra uomini che sconfinavano anche nell'amore e nell'atto sessuale come accadeva per il poema di Gilgameš in cui l'eroe si univa ad amicizia con Enkidu.
Della vicenda di Davide e Gionata è stata fornita una spiegazione a carattere storico da Giovanni Garbini, che vede nella storia di questa amicizia, tramandata dai sacerdoti ebrei, un tentativo di screditare la monarchia a vantaggio del governo teocratico mostrandola come fonte di azioni peccaminose. Il teologo e Arcivescovo della Chiesa Protestante Episcopale (già Chiesa Protestante Unita) Andrea Panerini, pur favorevole a una spiegazione e giustificazione biblica dell'omosessualità, parla di vero e proprio "abbaglio" dei cristiani queer, soprattutto di estrazione cattolico romana, su questo specifico brano, riconducendo il comportamento di Gionata e Davide a un rapporto di tipo vassallatico e cameratesco ed escludendo qualsiasi aspetto erotico.
In ogni caso pensare che il profeta Davide, "il consacrato", "l'uomo secondo il cuore di Dio" (1Sam 13:14; At 13:22), abbia peccato di omosessualità, dopo che la legge giudaica nel libro del Levitico afferma "non avrai con un uomo relazioni carnali come si hanno con una donna: è cosa abominevole" (Lev.18,22;20,13), appare sicuramente non conforme alla logica, tenendo anche conto del fatto che come narra la Scrittura ogniqualvolta Davide si discostava dalla via di Dio, veniva ripreso apertamente (vedi ad es. 2Sam.12,1-13;24,1-25), ma se egli si fosse invischiato in un abominio Dio lo avrebbe non solo ripreso ma anche rigettato.

### Nuovo Testamento
Nei Vangeli e negli insegnamenti di Gesù non sono presenti riferimenti diretti all'omosessualità.
Una condanna esplicita dell'omosessualità viene solitamente rintracciata nelle lettere di Paolo:
Per questo Dio li ha abbandonati a passioni infami; infatti, le loro femmine hanno cambiato i rapporti naturali in quelli contro natura. Similmente anche i maschi, lasciando il rapporto naturale con la femmina, si sono accesi di desiderio gli uni per gli altri, commettendo atti ignominiosi maschi con maschi, ricevendo così in se stessi la retribuzione dovuta al loro traviamento. E poiché non ritennero di dover conoscere Dio adeguatamente, Dio li ha abbandonati alla loro intelligenza depravata ed essi hanno commesso azioni indegne: sono colmi di ogni ingiustizia, di malvagità, di cupidigia, di malizia; pieni d'invidia, di omicidio, di lite, di frode, di malignità; diffamatori, maldicenti, nemici di Dio, arroganti, superbi, presuntuosi, ingegnosi nel male, ribelli ai genitori, insensati, sleali, senza cuore, senza misericordia. E, pur conoscendo il giudizio di Dio, che cioè gli autori di tali cose meritano la morte, non solo le commettono, ma anche approvano chi le fa."
Anche su questi passi biblici le interpretazioni non sono unanimi: se alcuni vi vedono una condanna dell'omosessualità come peccato, altri esegeti analizzano il senso dei versetti nel contesto del significato della lettera ai Romani e nell'ambito della teologia paolina della giustificazione per fede, e/o si occupano della questione della traduzione delle parole greche malakoi e arsenokoites, dimenticando però l'origine di Paolo e la sua conoscenza della legge e la convinzione che la legge stessa fu fatta per indicare a noi il peccato (Levitico 18-22), benché ora sia in vigore la "legge dello Spirito" che è tale in quanto permette la vittoria sul peccato a differenza di quella "antica" che si limitava ad indicarlo.
(Per approfondire: ).
Tuttavia, una visione di coppia basata sull'amore tra un uomo e una donna è riscontrabile nella lettera dello stesso Paolo ai Colossesi:

### Gesù e l'omosessualità nei Vangeli
Riguardo in generale alla ricerca di parole di Gesù che riguardino il tema dell'omosessualità, non c'è una visione unanime tra i cristiani.
Il passo del Vangelo che si riferisce agli eunuchi (Matteo 19,12) non si considera in genere riferito agli omosessuali, nonostante alcuni esponenti del clero di altre confessioni cristiane vi vedano un riferimento al fenomeno transgender, in quanto si contraddicono alcune interpretazioni dell'A.T. sulla creazione del "maschio" e della "femmina". Ad esempio, si nota una certa contraddizione con il passo della Genesi che recita: "maschio e femmina li creò. L'uomo abbandonerà suo padre e sua madre e si unirà a sua moglie e i due saranno una sola carne. Dio li benedisse e disse loro: Siate fecondi e moltiplicatevi". Gesù amplia il discorso e dice che ci sono anche "eunuchi che sono tali dalla nascita" (Mt 19,12). Ad esempio, tra le varie ipotesi: maschi (o femmine) che non hanno interesse verso il sesso opposto, e quindi sono incapaci al matrimonio e a generare. 
Il teologo protestante Andrea Panerini cita tra i possibili testi in cui Gesù parla indirettamente di omosessualità l'episodio della guarigione del "servo" del centurione romano (Matteo 8,5-13) spiegando come intenzionalmente Matteo usi la parola greca παις (pais) ovvero "ragazzo" che può voler anche significare anche servitore (molto giovane) ma che implica una componente affettiva ed erotica sottolineando che nel I secolo d.C. i legionari romani di guarnigione nelle province avevano questi giovani nel loro seguito non solo come servitori ma anche come veri e propri amanti. Ad ogni modo, prosegue Panerini: 
«l'elemento centrale del racconto non è il rapporto che intercorre tra i due ma la fede del centurione che viene riconosciuta da Gesù, che compie anche questo miracolo di guarigione: quello che conta è la fede del credente e non gli eventuali "rapporti non convenzionali". Anche in questo episodio, come in molti altri in cui sono protagoniste - per esempio - le donne, Gesù travalica i paletti della società del tempo, sconfina nel campo dell'amore e della misericordia di Dio non curandosi della lettera della legge che lascia ai farisei e agli scribi.»

## I pensatori cristiani e l'omosessualità
I predicatori, filosofi e teologi cristiani si pronunciarono molto severamente contro l'omosessualità esprimendo una condanna aperta e perentoria. Sant’Agostino scrive: “I delitti che vanno contro natura, ad esempio quelli compiuti dai sodomiti, devono essere condannati e puniti ovunque e sempre” (Confessioni, c.III, p. 8). San Giovanni Crisostomo ribadisce: “Non solo le passioni degli omosessuali sono sataniche, ma le loro vite sono diaboliche” (Homilia IV in Epistola Pauli ad Romanos). San Pier Damiani dice dell'omosessualità: “Questo vizio non va affatto considerato come un vizio ordinario, perché supera per gravità tutti gli altri vizi” (Liber Gomorrahanus). San Tommaso d'Aquino afferma:  “Nei peccati contro natura in cui viene violato l'ordine naturale, viene offeso Dio stesso in qualità di ordinatore della Natura” (Summa Theologica, II-II,q.154,a.12.). Santa Caterina da Siena, riguardo agli omosessuali e alle loro pratiche erotiche, scrive: “Commettendo il maledetto peccato contro natura, quali ciechi e stolti, essendo offuscato il lume del loro intelletto, non conoscono il fetore e la miseria in cui sono” (Dialogo della Divina Provvidenza). 
San Bernardino da Siena afferma categoricamente: “Il peccato della sodomia maledetta è stato detestato sempre da tutti quelli che sono vissuti secondo Iddio” (Predica XXXIX).

## La posizione attuale delle chiese cristiane

### Chiesa cattolica
La Chiesa cattolica non condanna la persona con tendenza omosessuale poiché esiste il principio della misericordia (Neanch'io ti condanno; va' e d'ora in poi non peccare più (Gv 8, 11)). La dottrina cattolica condanna tale orientamento nel solo suo aspetto fisico e carnale esattamente come tutti gli atti eterosessuali, definiti dalla Congregazione per la Dottrina della Fede, "intrinsecamente disordinato", . Non si ammette l'atto omosessuale e tutti gli atti eterosessuali contrari alla "legge naturale" e dunque che precludente alla responsabilità del "dono della vita". Nel Catechismo della Chiesa Cattolica si afferma che: 
(Catechismo della Chiesa Cattolica, 2358)
Tuttavia, Papa Francesco in varie occasioni si è espresso per una maggiore apertura della chiesa cattolica verso l'omosessualità, ad esempio: «Se una persona è gay e cerca il Signore e ha buona volontà, ma chi sono io per giudicarla?»; «Che tu sia gay non importa. Dio ti ha fatto così e ti ama così e non mi interessa. Il papa ti ama così. Devi essere felice di ciò che sei»; «La Chiesa deve chiedere scusa ai gay [...] I gay non vanno discriminati, devono essere rispettati, accompagnati pastoralmente [...] è quello che dice il Catechismo»; «Chi discrimina i gay non ha un cuore umano»; «Il Papa ama i vostri figli LGBT+ così come sono perché sono figli di Dio».

### Chiese protestanti
In Italia la questione della compatibilità tra conversione e omosessualità è un argomento controverso (anche se non sempre dibattuto apertamente) all'interno di molte realtà protestanti: esistono diverse pubblicazioni a carattere teologico in merito, in molte chiese sono stati istituiti tavoli di riflessione anche a carattere interdenominazionale, ma di fatto non esiste un'opinione unanimemente condivisa tra i membri delle chiese protestanti.
In genere le chiese pentecostali ritengono l'omosessualità un peccato e chiamano quindi gli omosessuali che intendano entrare a farne parte a rinunciare alle relazioni omosessuali.

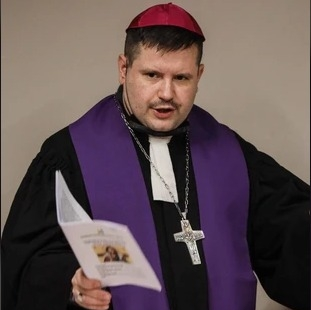
Andrea Panerini, primate della Chiesa Protestante Episcopale

Le chiese protestanti storiche (luterani, riformati / presbiteriani, valdesi, etc., che in Italia sono anche chiamate chiese evangeliche) hanno generalmente un orientamento aperto, di solito convivono all'interno delle chiese le diverse sensibilità, (sia favorevoli che contrari all'omosessualità) senza che l'una prevarichi sull'altra, basandosi sul principio della libertà e responsabilità dei singoli credenti.
In Italia le chiese valdesi e metodiste congiunte alle chiese battiste hanno preso nel 2000 una posizione ufficiale favorevole all'accoglienza in chiese delle persone omosessuali. Nel 2007, l’Assemblea generale battista e il Sinodo delle Chiese metodiste e valdesi hanno approvato la benedizione delle coppie omosessuali.
Nel 2015 l'Unione delle Chiese metodiste e valdesi ha approvato un'apposita liturgia per benedire le coppie dello stesso sesso.
Dal 2016 è presente in Italia anche la Chiesa Protestante Episcopale (già Chiesa Protestante Unita), che supporta esplicitamente il movimento LGBTQ e che celebra i matrimoni tra persone dello stesso sesso. Il 31 ottobre 2021 ha eletto il primo arcivescovo dichiaratamente gay nelle Chiese cristiane d'Italia, Andrea Panerini.
Dal 2015 è presente in Italia anche una comunità della Metropolitan Community Church, di cui fanno parte attualmente 222 congregazioni in 37 Paesi. La Metropolitan Community Church conduce un'opera missionaria particolare verso le comunità lesbiche, gay, bisessuali e transgender oltre ad occuparsi di giustizia sociale e salvaguardia del Creato. La Metropolitan Community Church ha avuto un ruolo centrale nelle vicende giudiziarie che hanno portato in alcuni Paesi all'introduzione del Matrimonio tra persone dello stesso sesso, e ogni anno celebra oltre seimila di questi matrimoni in tutto il mondo. Tutto ciò le è valso l'appellativo di "chiesa gay".